# 拜斯帕利亚尔斯
拜斯帕利亚尔斯，是西班牙加泰罗尼亚莱里达省的一个市镇。 总面积129平方公里，总人口359人（001年），人口密度3人/平方公里。